# Iwan Boczarow
Iwan Kiriłłowicz Boczarow, ros. Иван Кириллович Бочаров (ur. 18 maja 1995 w Moskwie) – rosyjski hokeista, reprezentant Rosji.

## Kariera
- HK MWD Bałaszycha (2012-2016)
- Sokoł Krasnojarsk (2015-2016)
- Krasnojarskie Rysi Krasnojarsk (2015-2016)
- Dinamo Bałaszycha (2016-2017)
- Dinamo Moskwa (2017-2022)
- Łokomotiw Jarosław (2022-)

Wychowanek klubu Maryino Moskwa. W KHL Junior Draft 2012 został wybrany przez OHK DInamo Moskwa i przez cztery sezony grał w zespole juniorskim HK MWD Bałaszycha w lidze MHL. W tym okresie bywał w składach meczowych Dinama Moskwa, ale nie zadebiutował w KHL. W kwietniu 2015 przedłużył umowę z tym klubem o dwa lata. Do 2017 grał w zespołach stowarzyszonych w WHL (np. był przekazany do Sokoła Krasnojarsk od października 2015 do maja 2016), a także w drugiej lidze juniorskiej MHL-B. W sezonie 2016/2017 grał w zespole Dinamo Bałaszycha w WHL. W maju 2017 prolongował umowę z Dinamem Moskwa o dwa lata. Od sezonu KHL (2017/2018) etatowy zawodnik tej drużyny w KHL. Prolongował kontrakt z tym klubem w maju 2019 o rok, w maju 2020 o dwa lata. W maju 2022 przeszedł do Łokomotiwu Jarosław.
W barwach Rosji uczestniczył w turnieju mistrzostw świata juniorów do lat 18 edycji 2013. W składzie reprezentacji Rosyjskiego Komitetu Olimpijskiego (ang. ROC) brał udział w turnieju MŚ edycji 2021 (zagrał jeden mecz).

## Sukcesy
Klubowe
- Pierwsze miejsce w Dywizji Centrum w sezonie zasadniczym MHL: 2014 z HK MWD Bałaszycha
- Złoty medal WHL /  Puchar Pietrowa: 2017 z Dinamem Bałaszycha
- Brązowy medal mistrzostw Rosji 2020 (uznaniowo) z Dinamem Moskwa

Indywidualne
- MHL (2013/2014):
  - Mecz Gwiazd MHL
  - Szóste miejsce w klasyfikacji średniej goli straconych na mecz w sezonie zasadniczym: 1,90[8]
  - Piąte miejsce w klasyfikacji skuteczności interwencji w sezonie zasadniczym: 93,0%[9]
  - Najlepszy bramkarz miesiąca - grudzień 2013
  - Nagroda imienia Władisława Trietjaka dla najlepszego bramkarza sezonu[10]
- MHL (2014/2015):
  - Pierwsze miejsce w klasyfikacji średniej goli straconych na mecz w sezonie zasadniczym: 1,84[11]
  - Pierwsze miejsce w klasyfikacji skuteczności interwencji w sezonie zasadniczym: 93,9%[12]
- MHL-B (2015/2016):
  - Pierwsze miejsce w klasyfikacji skuteczności interwencji w sezonie zasadniczym: 94,9%[13]
- Wysszaja Chokkiejnaja Liga (2016/2017):
  - Pierwsze miejsce w klasyfikacji skuteczności interwencji w fazie play-off: 95,1%[14]
  - Drugie miejsce w klasyfikacji średniej straconych goli na mecz w fazie play-off: 1,57[15]
  - Drugie miejsce w klasyfikacji liczby straconych goli w fazie play-off: 3[16]
  - Najlepszy bramkarz tygodnia - półfinały play-off
  - Najbardziej Wartościowy Zawodnik (MVP) w fazie play-off
  - Najlepszy pierwszoroczniak sezonu
- KHL (2018/2019):
  - Czwarte miejsce w klasyfikacji skuteczności interwencji w fazie play-off: 93,7%
  - Czwarte miejsce w klasyfikacji meczów bez straty gola w fazie play-off: 1
- KHL (2019/2020):
  - Najlepszy bramkarz tygodnia - 6 stycznia 2020
  - Mecz Gwiazd KHL
  - Czwarte miejsce w klasyfikacji skuteczności interwencji w sezonie zasadniczym: 93,5%
- KHL (2022/2023):
  - Najlepszy bramkarz miesiąca - październik 2022[17]
  - Piąte miejsce w klasyfikacji średniej goli straconych na mecz w sezonie zasadniczym: 1,89
  - Pierwsze miejsce w klasyfikacji meczów bez straty gola w sezonie zasadniczym: 7